# دوري التحدي السويسري
دوري التحدي السويسري (عرف اختصارا باسم دوري التحدي حتى أغسطس 2008) هي ثاني أعلى درجة بعد دوري السوبر السويسري. ويلعب في دوري التحدي 16 فريق. يصعد الفائز بالدوري إلى دوري السوبر، ويهبط فريقي القاع إلى ليغا 1.